# Herrarnas K-4 1000 meter i kanotsport vid olympiska sommarspelen 2004
Herrarnas K-4 1000 meter vid olympiska sommarspelen 2004 hölls på Helliniko Olympic Complex i Aten. 

## Medaljörer
| Gren            | Guld                                                             | Silver                                                 | Brons                                                                |
| K-4, 1000 meter | Ungern Zoltán Kammerer Botond Storcz Ákos Vereckei Gábor Horváth | Tyskland Andreas Ihle Mark Zabel Björn Bach Stefan Ulm | Slovakien Richard Riszdorfer Michal Riszdorfer Erik Vlček Juraj Bača |

## Resultat

### Heat
| Heat 1 |            |                                                                              |          |    |
| 1.     | Slovakien  | Richard Riszdorfer, Michal Riszdorfer, Erik Vlček, Juraj Bača                | 2:53.256 | QF |
| 2.     | Bulgarien  | Milko Kazanov, Ivan Hristov, Petar Merkov, Jordan Jordanov                   | 2:54.252 | QF |
| 3.     | Polen      | Tomasz Mendelski, Rafał Głażewski, Adam Seroczyński, Dariusz Białkowski      | 2:55.240 | QF |
| 4.     | Rumänien   | Marian Baban, Alexandru Bogdan Ceausu, Vasile Curuzan Corneli, Stefan Vasile | 2:55.324 | QS |
| 5.     | Kanada     | Steven Jorens, Richard Dober, Ryan Cuthbert, Andrew Willows                  | 2:56.336 | QS |
| Heat 2 |            |                                                                              |          |    |
| 1.     | Ungern     | Zoltán Kammerer, Botond Storcz, Ákos Vereckei, Gábor Horváth                 | 2:51.010 | QF |
| 2.     | Belarus    | Raman Piatrusjenka, Aliaksei Abalmasau, Dziamjan Turtjyn, Vadzim Machneu     | 2:52.170 | QF |
| 3.     | Tyskland   | Andreas Ihle, Mark Zabel, Björn Bach, Stefan Ulm                             | 2:52.678 | QF |
| 4.     | Norge      | Jacob Norenberg, Alexander Wefald, Andreas Gjersøe, Mattis Næss              | 2:54.894 | QS |
| 5.     | Uzbekistan | Aleksej Babadjanov, Dmitrij Strijkov, Sergej Borzov, Anton Ryahov            | 3:01.446 | QS |

### Semifinal
| 1. | Rumänien   | 2:53.994 | QF |
| 2. | Norge      | 2:54.350 | QF |
| 3. | Kanada     | 2:55.926 | QF |
| 4. | Uzbekistan | 2:56.594 |    |

### Final
| Gold   | Ungern    | 2:56.919 |
| Silver | Tyskland  | 2:58.659 |
| Bronze | Slovakien | 2:59.314 |
| 4.     | Bulgarien | 2:59.622 |
| 5.     | Norge     | 3:01.698 |
| 6.     | Belarus   | 3:02.419 |
| 7.     | Rumänien  | 3:03.107 |
| 8.     | Polen     | 3:03.562 |
| 9.     | Kanada    | 3:07.714 |